# デイビッド・ニックターン
デイビッド・ニックターン（David Nichtern）は、アメリカ合衆国のソングライター、テレビ番組の音楽を担当する作曲家、サウンドトラック・アーティスト。チベット仏教の流れを汲む仏教指導者、瞑想家としても知られている。
日本語では、デヴィッド・ニッチターンと表記されることもある。

## 経歴
デイビッド・ニックターンの父ソル・ニックターン（Sol Nichtern）は、ニューヨークを拠点としていた精神科医で著作家であり、母クレア・ニックターン（Claire Nichtern）は、ブロードウェイの劇場プロデューサーで、女性として初めてトニー賞を受賞した人物であった。8歳で音楽を始めたニックターンは、コロンビア大学在学中にプロのミュージシャンとなった。1980年代には、ニューイングランド・デジタルで販売責任者を務めていた。ニックターンは、音楽制作会社ナジー・ミュージック (Nudgie Music LLC,) を創業し、その部門としてダルマ・ムーン (Dharma Moon) と5ポインツ・レコード  (5 Points Records) を立ち上げた。また、ニックターンは、「真夜中のオアシス (Midnight at the Oasis)」の作者である。
ニックターンは、ワールドミュージック/フュージョンのバンド、ドラーラ (Drala) を主宰しており、ソロでも『From Here To Nichternity』と題した、もともとテレビドラマ『ワン・ライフ・トゥ・リヴ』のために書かれた楽曲5曲に加え、マイケル・ブレッカーを迎えてのインストゥルメンタル・デュエットによる「真夜中のオアシス」を収録したアルバムを出している。また、ニックターンは、クリストファー・ゲスト、C・J・ヴァンストンと組んだインストゥルメンタル・トリオ、ザ・ベイマン・ブロスの一員でもある。
1970年から、ニックターンはチベット仏教の流れを汲むシャンバラ仏教の教えを学び始め、創始者チョギャム・トゥルンパから直接教えを受けた。その後、ニックターンは、この教えの上級教師となった。ニックターンは、シャンバラ・トレーニングの普及部長 (the Director of Expansion) を長く務めており、バーモント州のカーメ・チョリング瞑想センターの共同運営責任者のひとりとなっている。
ニックターンの息子であるはイーサン・ニックターンも、仏教の教師、著作家となっている。

## 5ポインツ・レコード
5ポインツ・レコード (5 Points Records) は、デイビッド・ニックターンが創設した、ニューヨークを拠点とする株式非公開のレコード・レーベルである。姉妹会社には、ワールド/ライフスタイル系のレーベルであるダルマ・ムーン (Dharma Moon)、特注品をあつかうレーベルである5ポインツ・VIP (5 Points V.I.P.)、音楽出版社ナジー・チューンズ (Nudgie Tunes) がある。
レーベルの最初のリリースは、「レア・エレメンツ・シリーズ (the Rare Elements series)」から始まり、定評あるインドのミュージシャンであるウスタッド・スルタン・カーンのオリジナル曲が、Thievery Corporation、Joe Claussell、Nickodemus And Osiris ら様々な現代のミュージシャンたちによって多様な形でリミックスされた。
続いてリリースされたコドモの『Still Life』は、コドモがイタリア、日本、アメリカ合衆国、中国などを旅して撮影した写真を表現した、ミニマルなエレクトロのトラックを集めたものである。このアルバムは、2008年10月7日にリリースされた。
このほか、オマール・ファルク・ テクビレクの作品を、アモン・トビン、Junior Sanchez、Tommie Sunshine、Flosstradamus, and more.らによるリミックスを収録する、レア・エレメンツ・シリーズ の第2弾が予定されている。

## 受賞歴
ニックターンは、2000年から2006年にかけて、『ワン・ライフ・トゥ・リヴ』と『アズ・ザ・ワールド・ターンズ』における業績によって、ドラマ・シリーズの音楽監督および作曲の部門でデイタイム・エミー賞に合わせて10件ノミネートされた。そして、2000年には『ワン・ライフ・トゥ・リヴ』、2005年には『アズ・ザ・ワールド・ターンズ』、2006年には再び『ワン・ライフ・トゥ・リヴ』で受賞した。また、1975年のグラミー賞、第17回グラミー賞では、「真夜中のオアシス」が最優秀楽曲賞にノミネートされた。
最初にデイタイム・エミー賞にノミネートされた際には、Pamela Magee、James Kowal、Gary Deinstadt、Robert Bard、Billy Barber、Earl Rose、Rick Rhodes, Robert Sands、Ed Dzubak、Kevin Bents、Jamie Lawrence、Bette Sussman も共にノミネートされた。最初に受賞した際には、Paul Glass、Jamie Howarth、Dominic Messinger、Kevin Bents、Lee Holdridge、Bette Sussman、Rob Mounsey も共にノミネートされていた。

## 作曲
- いけない女教師 (The Student Teachers（1973年の映画）
- 爆走トラック'76 (White Line Fever（1975年の映画）
- Sapphire Man 1988年の映画
- ケビン・ベーコンのハリウッドに挑戦!! (The Big Picture)（1989年の映画）
- サイケデリック・タイム・トリップ (The Spirit of '76)（1990年の映画）
- ワン・ライフ・トゥ・リヴ (One Life to Live)（テレビドラマ、1995年 – 2007年）
- アズ・ザ・ワールド・ターンズ (As the World Turns)（テレビドラマ）

## サウンドトラック
「真夜中のオアシス」がサウンドトラックに収録された主な作品には以下などがある。
- The Big Picture（1989年の映画）
- Perfect Witness（1989年のテレビ映画）
- アメリカン・パイ (American Pie)（1999年の映画）
- THE WIRE/ザ・ワイヤー (The Wire)（2003年の映画）